# Sebastián Longo
Sebastián Ángel Longo (San Rafael, Mendoza, 27 de mayo de 1983) es un exfutbolista argentino, jugaba de volante por izquierda, Lateral izquierdo o de extremo en ambas bandas y su último club fue Almirante Brown de Lules.

## Trayectoria
Se inició en Lujan de Cuyo a la edad de 20 años donde jugó 25 partidos y convirtió 12 goles en 1 año, fue traspasado a Gimnasia de Mendoza.
En Gimnasia se destacó jugando por la banda derecha (extremo derecho) en el cual le fue muy bien jugó 25 partidos convirtiendo 8 goles en la liga siendo nombrado mejor jugador joven de la liga. Le llegó una oferta de 1 millón y medio al club por seba y fue fichado por Aldosivi de la Primera B Nacional.
En el Tiburón jugó tan solo 18 partidos como extremo derecho y convirtió 2 goles lo cual el club decidió rescindirle el contrato y quedó libre un año, hasta que fichó por Desamparados (SJ) en el Torneo Argentino A donde fue figura jugando 25 partidos y convirtiendo 15 goles haciendo llegar hasta semifinal donde perdieron con Atlético Tucumán.
Volvió al club de sus amores (Luján de Cuyo) para lograr el tan ansiado ascenso cosa que no lo logró por la regular campaña del club jugó 23 encuentros y convirtió 5 goles, en la mencionada semifinal con Atlético Tucumán el presidente del Decano lo destacó como un jugador para Primera B Nacional y Primera División lo cual le interesó mucho y decidió comprarlo por 900.000 pesos.
Con Atlético comenzó teniendo una temporada regular pero convirtió 5 goles en la primera rueda del Argentino A donde fue clave por la banda izquierda. Ya en la segunda rueda convirtió 3 goles y por la última 1 ante su ex club Desamparados (SJ), logró el ascenso donde dio 3 asistencias (1 en el partido de ida y 2 en el de vuelta) logrando que el Decano volviera después de 6 años a la Primera B Nacional. En su segunda temporada con el club tucumano logró el ascenso a Primera donde en la segunda rueda convirtió el gol que le dio a Atlético la vuelta olímpica por primera vez en la B Nacional (jugó 32 partidos e hizo 3 goles). En su última temporada con el Deca (2010) logró jugar 28 encuentros y convertir 2 goles (a Chacarita y a Gimnasia) no logró permanecer en primera y decidió dar un paso al costado quedando muy bien con la gente de Atlético.
En 2010 se va a Olimpo pero solo jugó 10 partidos en 1 año y deseaba con ansias volver al club tucumano.
En su vuelta al club tucumano fue bien recibido y formó parte del cual salió campeón en la primera rueda sin embargo su rendimiento bajo y Atlético perdió la posibilidad de volver a primera, jugó 23 partidos 2 goles (el más recordado a central en el cual Atlético ganó 2 a 1). Luego de perder esta posibilidad decidió irse por supuestamente fracasar en el equipo tucumano y por extrañar a su familia decidió irse a Independiente Rivadavia de la provincia de Mendoza.
En Independiente poco y nada jugó 32 partidos hizo 3 goles y terminó con la silbatina de su equipo y decidió volver por tercera vez a Atlético.
En su tercer ciclo jugó 23 partidos y convirtió 3 goles, 1 en el verano a San Martín de Tucumán y luego un doblete contra Talleres donde dio vuelta el partido. El 8 de noviembre de 2015 consigue su 3er título, y el ascenso otra vez a la Primera.
Con motivo de no alejarse de Tucumán decide aceptar la oferta de Concepción FC para disputar el Federal A 2016.
Para el segundo semestre del mismo año es transferido a Almirante Brown de Lules, provincia de Tucumán.
Actualmente disputa la presente temporada regular en el "Marino" de San Isidro de Lules.
En diciembre de 2018 decide poner fin a su extensa carrera entre la Primera División y el extinto Torneo Federal B.

## Clubes
| Club                    | País                | Año                 | PJ  | G  | Prom. |
| ----------------------- | ------------------- | ------------------- | --- | -- | ----- |
| Luján de Cuyo           | Argentina           | 2003-2004           | 48  | 17 | 0.35  |
| Gimnasia y Esgrima (M)  | Argentina           | 2004-2005           | 25  | 8  | 0.32  |
| Aldosivi (MdP)          | Argentina           | 2005-2006           | 18  | 2  | 0.11  |
| Desamparados (SJ)       | Argentina           | 2006                | 25  | 15 | 0.6   |
| Luján de Cuyo           | Argentina           | 2006-2007           | 23  | 5  | 0.22  |
| Atlético Tucumán        | Argentina           | 2007-2010           | 73  | 9  | 0.12  |
| Olimpo (Bahía Blanca)   | Argentina           | 2010-2011           | 10  | 0  | 0     |
| Atlético Tucumán        | Argentina           | 2011-2012           | 32  | 3  | 0.09  |
| Independiente Rivadavia | Argentina           | 2012-2013           | 32  | 3  | 0.09  |
| Atlético Tucumán        | Argentina           | 2013- 2015          | 23  | 3  | 0.13  |
| Concepción FC           | Argentina           | 2016                | 21  | 3  | 0.14  |
| Almirante Brown         | Argentina           | 2016-2018           | 19  | 2  | 0.11  |
| Total en su carrera     | Total en su carrera | Total en su carrera | 287 | 66 | 0.23  |

## Palmarés

### Campeonatos nacionales
| Título             | Club             | País      | Año     |
| ------------------ | ---------------- | --------- | ------- |
| Torneo Argentino A | Atlético Tucumán | Argentina | 2007-08 |
| Primera B Nacional | Atlético Tucumán | Argentina | 2008-09 |
| Primera B Nacional | Atlético Tucumán | Argentina | 2015    |